# Sandra White (Schauspielerin)
Sandra White (* 28. August 1962 in Landshut; † 28. Juli 1989 in München) war eine bayerische Volksschauspielerin.

## Leben
Sandra White wuchs in Pfeffenhausen auf. Sie zog 1984 aus der niederbayerischen Provinz nach München und erhielt Engagements am Raritätentheater, an der Kleinen Komödie und der Lore-Bronner-Bühne.
In der Löwengrube, einer Familien- und Kriminalserie, die das Schicksal zweier Familien über mehrere Generationen schildert, spielte Sandra White erst die Agnes Grandauer und später deren Tochter Luise; beides an der Seite von Jörg Hube.
Sandra White erlag während der Dreharbeiten zur zweiten Staffel mit nur 26 Jahren den Folgen eines Gehirnschlags, somit wurde der weitere Verlauf der Serie geringfügig geändert. Die Fernsehserie musste darin vom Hörspiel abweichen.
Ihr Grab befindet sich auf dem Friedhof in Deggendorf.
Ihre jüngere Schwester ist die Schauspielerin Sabrina White.

## Filmografie (Auswahl)
Der Komödienstadel
- 1984: Der Senior – als Betty, Betriebshelferin
- 1985: Politik und Führerschein – als Brigitte Lechner

Peter Steiners Theaterstadl
- 1987: Die drei eisernen Junggesellen – als Erika Lackenhofer
- 1988: Die Geisterbraut – als Spatz Hintermeier
- 1988: Der Haustyrann – als Nanni Schnatterbeck
- 1989: Die Geliebte im Schrank – als Susi Bachwieser

Löwengrube
- 1989: 4 Folgen als Agnes Grandauer, 9 Folgen als deren Tochter Luise